# 首都国際空港
首都国際空港 (しゅとこくさいくうこう、アラビア語：مطار العاصمة الدولي） (IATA: CCE, ICAO: HECP)は、エジプト・新行政首都の主たる国際空港である。同都市は、正式名称が未だ命名されていない。カイロの約28km東に位置しており、カイロ西郊のスフィンクス国際空港と同時期に建設された。16㎢の敷地面積を擁するこの空港は、カイロ国際空港とスフィンクス国際空港の混雑を部分的に緩和することが期待されている。
首都国際空港は同国のシシ大統領によって落成式が行われ、2019年7月9日にエジプト空港公社によって1時間当たり300人の旅客を受け入れる1ヶ月間の試験運用のため開港された後、2020年に商業運用が開始された。空港の主契約者は、エジプト空港公社が運営し、エジプト軍が所有するハッサン・アラム・ホールディングである。

## 施設・設備
首都国際空港本館は5,000㎡の面積を誇る。陸上施設は年間100万人の収容能力を有し、更なる拡張も可能である。一般旅客のみならず、石油企業やプライベートジェット、エアタクシーへのサービス展開も目指している。ターミナルビルの1階面積は3,500㎡である。首都国際空港は、毎時300人の旅客を収容できる旅客ターミナルや8箇所の航空機駐機場、45棟のサービス・管理ビル、1棟の航空管制塔、照明と自動着陸機能を搭載し大型航空機の受け入れに適した3650mの滑走路を有する。

## 就航路線
定期便、およびチャーター便を運航している航空会社は以下の通りである。
| 航空会社           | 就航地           |
| ------------------ | ---------------- |
| スマートウィングス | 季節運航: プラハ |